# Чарльз Хоріока
Чарльз Хоріока (яп. チャールズ・ユウジ・ホリオカ; нар. 7 вересня 1956, Бостон, США) — японський економіст, професор економіки Осацького університету.

## Біографія
Народився 7 вересня 1956 року в Бостоні, штат Массачусетс, США.
Здобув ступінь бакалавра з відзнакою в галузі економіки в Гарвардському університеті (1977), 1982 року став магістром в Міжвишівському центрі японської мови, 1985 року здобув ступінь доктора філософії в Гарвардському університеті.
Викладацьку діяльність розпочав помічником професора Мартіна Фельдстайна на кафедрі економіки Гарвардського університету, у 1977—1981 роках був науковим співробітником Національного бюро економічних досліджень. 1978 року працював асистентом професора М. А. Есіно Вищої школи ділового адміністрування Гарвардського університету. У 1979—1981 роках був асистентом викладача кафедри економіки Гарвардського університету.
З 1983 року — асистент професора, а у 1985—1987 роках — доцент економічного факультету Кіотського університету. 1988 року був запрошеним доцентом кафедри економіки Стенфордського університету. 1989 року працював науковим співробітником Центру японсько-американський ділових та економічних досліджень Нью-Йоркського університету школа бізнесу Стерна. 1990 року — лектор Стенфордського центру Японії, а 1993 року гостьовий доцент кафедри економіки Колумбійського університету.
У 1997—1998 роках — ад'юнкт-професор Школи міжнародної державної політики Осацького університету. У 1987—1997 роках — доцент, з 1997 роках — професор економічної теорії інституту соціальних та економічних досліджень Осацького університету. У 1997—1998 роках помічник редактора, а з 1998 року — співредактор журналу «International Economic Review». У 2000—2001 роках — запрошений професор Центру міжнародних досліджень з японської економіки Токійського університету. 2009 року — запрошений науковий співробітник Федерального резервного банку Сан-Франциско.
Хоріока є членом:
- комітету панельних обстежень японських споживачів Інституту домогосподарств з 1993 року;
- науковим співробітником Національного Бюро економічних досліджень з 1987 року;
- членом редакції журналу «Journal of Family and Economic Issues» з 2004 року
- членом реакційної колегії «Japan and the World Economy» з 2006 року
- помічником редактора «The Japanese Economic Review» з 1997 року.

## Основні ідеї
Відповідно до неокласичної теорії економічного зростання (зокрема моделі Солоу — Свона) всі країни мають однакову капіталоозброєність ефективної праці й у разі зростання заощаджень в одній з країн, гранична продуктивність капіталу знижується у цій країні, стимулюючи інвесторів розглядати інші країни, цим розподіляючи додаткові заощадження у світі. Хоріока, дослідивши залежність ставки заощадження й інвестиції, виявив, так званий, парадокс Фельдштейна — Хоріоки, який показує позитивну кореляцію між довгостроковими нормами заощадження й інвестиціями в різних країнах.
Емпіричні дослідження Фельдштейна і Хоріоки 1980 року та подальші дослідження підтверджують позитивну кореляцію між заощадженням й інвестиціями всередині країн: особи, заощаджуючи, інвестують у домашній регіон, хоча мають можливість отримувати додаткову маржу в інших регіонах. Цей парадокс доводить існування значних бар'єрів для мобільності капіталу, що викликає відмінність у відсоткових ставках, а також наявність факторів, що впливають одночасно на заощадження та інвестиції, проведення державної політики щодо вирівнювання розриву між заощадженням та інвестиціями.

## Нагороди
- 2001 — премія Накахари Японської економічної асоціації[4]
- 2012 — президентська премія Осацького університету за досягнення в галузі досліджень.